# François Germain Pouhaër
François Germain Pouhaër est un homme politique français né en 1762 à Plourivo (Bretagne) et mort le 13 juillet 1813 à Saint-Brieuc (Côtes-du-Nord).

## Biographie
Président du tribunal de district de Saint-Brieuc, il est élu député des Côtes-du-Nord au Conseil des Cinq-Cents le 26 germinal an VII. Favorable au coup d'État du 18 Brumaire, il est nommé président du tribunal criminel de Saint-Brieuc en 1800.

## Sources
- « François Germain Pouhaër », dans Adolphe Robert et Gaston Cougny, Dictionnaire des parlementaires français, Edgar Bourloton, 1889-1891 [détail de l’édition]